# 30e assemblée générale de l'Île-du-Prince-Édouard
La 30e assemblée générale de l'Île-du-Prince-Édouard est en séance du 29 mars 1887 au 7 janvier 1893. Le Parti conservateur dirigé par William Wilfred Sullivan forme le gouvernement. Quand Sullivan démissionne pour être à la Cour suprême provinciale, Neil McLeod devient chef du parti et premier ministre.
John A. MacDonald est élu président de l'Assemblée législative de l'Île-du-Prince-Édouard.
Il y a trois sessions lors de la 30e assemblée générale :
| Session | Début        | Fin           |
| ------- | ------------ | ------------- |
| 1re     | 29 mars 1887 | 7 mai 1887    |
| 2e      | 22 mars 1888 | 28 avril 1888 |
| 3e      | 14 mars 1889 | 17 avril 1889 |

## Liste des membres

### Kings
| Circonscription |  | Membre                   | Parti        |
| 1er Kings       |  | John McLean              | Conservateur |
| 1er Kings       |  | James R. McLean          | Libéral      |
| 2e Kings        |  | William Wilfred Sullivan | Conservateur |
| 2e Kings        |  | John Collin Underhay     | Conservateur |
| 3e Kings        |  | Hugh Lord McDonald       | Conservateur |
| 3e Kings        |  | Cyrus Shaw               | Conservateur |
| 4e Kings        |  | Samuel Prowse            | Conservateur |
| 4e Kings        |  | Angus MacLeod            | Libéral      |
| 5e Kings        |  | Daniel Gordon            | Conservateur |
| 5e Kings        |  | Archibald John Macdonald | Conservateur |

### Prince
| Circonscription |  | Membre                   | Parti        |
| 1er Prince      |  | John A. Matheson         | Libéral      |
| 1er Prince      |  | Stanislaus F. Perry      | Libéral      |
| 2e Prince       |  | John Yeo                 | Conservateur |
| 2e Prince       |  | James W. Richards        | Conservateur |
| 3e Prince       |  | John Alexander MacDonald | Conservateur |
| 3e Prince       |  | Joseph-Octave Arsenault  | Conservateur |
| 4e Prince       |  | George W. Bentley        | Conservateur |
| 4e Prince       |  | John H. Bell             | Libéral      |
| 5e Prince       |  | John Lefurgey            | Conservateur |
| 5e Prince       |  | John F. Gillis           | Conservateur |

### Queens
| Circonscription |  | Membre               | Parti        |
| 1er Queens      |  | James M. Sutherland  | Conservateur |
| 1er Queens      |  | Peter Sinclair (Sr.) | Conservateur |
| 2e Queens       |  | Donald Farquharson   | Libéral      |
| 2e Queens       |  | Joseph Wise          | Libéral      |
| 3e Queens       |  | Donald Ferguson      | Conservateur |
| 3e Queens       |  | Lucius Kelly         | Conservateur |
| 4e Queens       |  | George Forbes        | Libéral      |
| 4e Queens       |  | Donald C. Martin     | Libéral      |
| 5e Queens       |  | Neil McLeod          | Conservateur |
| 5e Queens       |  | Patrick Blake        | Conservateur |